# هاف-لايف: أليكس
هاف-لايف: أليكس (بالإنجليزية: Half-Life: Alyx)‏ هي لعبة فيديو من تصويب منظور الشخص الأول وتلعب عن طريق منظور الواقع الافتراضي (VR) واللعبة تكملة سلسلة هاف لايف الخاصة بشركة فالف وتستعمل محرك الألعاب "سورس 2"، وهي أول لعبة بعد هاف-لايف 2: إبيسود تو منذ عام (2007) وتجري أحداثها بين هاف-لايف وهاف-لايف 2. يتحكم اللاعبون بـأليكس فانس أثناء قتالها مع والدها أيلي فانس.
تعتبر شركة فالف اللعبة بأنها أول لعبة واقع افتراضي «رئيسية» لها، اللعبة تدعم العديد من نظارات الواقع الافتراضي على منصة الحاسب الشخصي مثل نظارة الشركة نفسها (فالف أندكس) وأيضا نظارات أوكلوس رفت، إتش تي سي فايف، أوكولوس كويست (باستخدام وصلة يو إس بي - فئة سي مخصص)، نظارات ويندوز للواقع المختلط، 
اللعبة مصممة منذ البداية للواقع الافتراضي ولا يمكن لعبها بغير ذلك، وتقول الشركة أنها لا تخطط لعمل نسخة عادية في المستقبل.

## مراحل التطوير
حاولت فالف في العديد من المرات تطوير مشاريع جديدة لسلسة هاف لايف ولكن كلها تعثرت، قبل إعلان هاف-لايف: أليكس، ثلاثة من الكتاب الرئيسيين في شركة فالف قد غادروا، وهم: مارك ليد لو، إيرك ولباو، وتشت فالزك، فاعتقد الصحفيين واللاعبين بأن الشركة قد أوقفت العمل على تطوير أي مشروع خاص بسلسلة هاف لايف. 
في عام 2015، عملت فالف مع شركة إتش تي سي لتطوير نظارات للواقع الافتراضي، وبعدها قامت الشركة بتجارب ونماذج مبدئية لعمل عدة مشاريع وألعاب للواقع الافتراضي، وبالتحديد كانت هناك ثلاثة ألعاب في علم،2017 من ضمن هذه الألعاب كانت تابعة لسلسلة بورتال، لكن اكتشفوا بأنها غير مناسبة لمنصة الواقع الافتراضي لأنها كانت غير مريحة وغير مناسبة، واستقروا بالنهاية على سلسلة هاف لايف،
يوجد هناك حوالي 80 موظف عملوا على لعبة هاف-لايف: أليكس، وهذا العدد هو الأعلى بتاريخ الشركة، وقد رجع بعض من الكتاب الرئيسيين للعمل على اللعبة كاستشاريين من ضمنهم مارك ليد لو ومارك ليد لو

## الاستقبال
حصل العرض الترويجي للعبة أكثر من 10 ملايين مشاهدة على موقع يوتيوب، وعلى الرغم من أن الأغلبية كانوا سعداء بهذا الإعلان، فقد كان هناك بعض من المحبين عبروا عن خيبة أملهم بسبب أن اللعبة حصرية للواقع الافتراضي فقط.

## روابط خارجية
- هاف-لايف: أليكس على موقع IMDb (الإنجليزية)